# O Papel das Histórias
O Papel das Histórias é uma Série de desenho animado brasileira feita de Papel cartão,criado por Sergio Esteves para TV Rá-Tim-Bum.
O programa exibe várias fábulas de Jean de La Fontaine, como O Leão e o Rato, O Lobo e o Cão, O Rato do Campo e o Rato da Cidade,etc...
A Voz do Contador, E dos Personagens das Fábulas são todas feitas por Alfredo Alves.

## Sinopse
O Papel das Histórias traz as principais fábulas do poeta e fabulista francês La Fontaine. O infantil é apresentado por um personagem velhinho, um contador de histórias, que descreve pequenos contos de maneira bem despojada, no intuito de entreter e passar conhecimento às crianças. Com personagens feitos em papel cartão, o desenho utiliza técnicas de teatro, artes plásticas e televisão para narrar histórias.